# 商務交流
商務交流又稱商務溝通，是指企业員工與企業以外的人員或其他公司的員工共享信息的過程。商務交流涉及市场营销、品牌管理、客户关系、消費行為、广告、公共关系、組織溝通、社区参与、声誉管理、人際溝通、员工参与和活动管理等領域。